# Sant Joan de Moró
Sant Joan de Moró és un municipi del País Valencià situat a la comarca de la Plana Alta.
Limita amb Vilafamés, Borriol, Castelló de la Plana, l'Alcora i Costur.

## Geografia
Es troba en la vall de la Rambla de la Viuda situat a una altura de 180m. sobre el nivell del mar.
El municipi que està situat en una zona estratègica de passada cap a l'interior de la província de Castelló. Les terres planes més pròximes a la rambla formen el que es denomina Pla de Moró, on se situen el mateix poble i els caserius, els masos, que el conformen: Correntilla, Mas de Flors, Pla de Lluch, Mas d'Ametlers, Mas del Pi, Mas de Masianos i Mas de Boeta.
El relleu de la zona nord del terme es caracteritza per petites llomes i valls amb una xàrcia de barrancs encaixada, mentres que les zones sud i est presenten les majors elevacions del terme, amb la Serra de Portell i el Tossal del Mollet com a elements representatius. El centre i l'oest del terme es caracteritza pel relleu suau i ondat sobre materials més recents, on apareix la llera de la Rambla de la Vídua i l'embassament de Maria Cristina.
Sant Joan de Moró es caracteritza per posseir un clima típicament mediterrani, amb estius calorosos, les temperatures dels quals poden arribar a més de 30 °C, i hiverns freds però suaus.

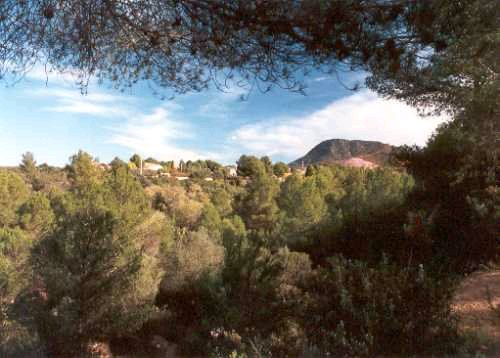
Tossal de Mollet

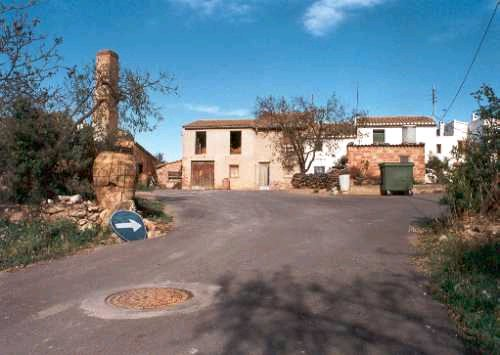
Mas de Masianos

## Història
La història de Sant Joan de Moró ha estat unida al veí poble de Vilafamés. Al llarg de la història, estes terres han sigut ocupades pels més diversos pobladors, ibers, romans (que van deixar una petjada important en el Mas de Flors), musulmans i finalment cristians, arran de la reconquesta (1238). Els orígens estan marcats per les més diverses cultures, però el primer indici del municipi cal buscar-lo més concretament en l'anomenat "Castell de Moró" de l'existència del qual ja es tenen notícies en l'any 1100 i que, enclavat al Tossal del Mollet a uns 700 metres d'altura, sent una possessió aragonesa i formant part del cinturó defensiu de Montornés.
Sant Joan de Moró es va mantenir i va evolucionar de forma similar a la resta dels seus veïns, amb una base rural i agrícola, fins que en la dècada dels 70 del passat segle es va unir a la forta estirada industrial i econòmic de L'Alcora amb el seu emergent sector tauleller, produint un canvi estructural en el poble, passant a ser un nucli ceràmic d'importància i amb gran futur donada la seua proximitat a la capital de la província.
De Vilafamés ha depès fins a 1990, any en el qual es va aconseguir la segregació definitiva. Ja des de 1957 s'havia engegat l'expedient, encara que no va anar fins a 1987 quan el Tribunal Suprem va confirmar la seua segregació, convertint-se en una comunitat local amb identitat pròpia.

## Demografia
| 1990 | 1992  | 1994  | 1996  | 1998  | 2000  | 2002  | 2004  | 2005  | 2006  |
| ---- | ----- | ----- | ----- | ----- | ----- | ----- | ----- | ----- | ----- |
| -    | 1.605 | 1.657 | 1.669 | 1.683 | 1.783 | 1.862 | 1.930 | 2.157 | 2.375 |

## Economia
La base econòmica se centra en la indústria ceràmica, que concentra pràcticament el 100% de l'activitat laboral de la població i té una gran expansió tant en l'àmbit nacional com en l'internacional. L'agricultura ha quedat en un pla molt secundari, reduint-se a uns pocs incondicionals. El cultiu predominant és l'ametler, seguit d'altres tradicionals com l'olivera i la garrofera.

## Alcaldia

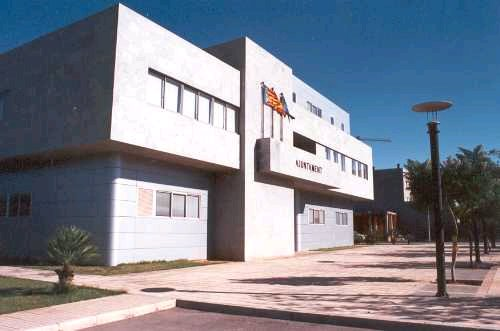
Ajuntament de Sant joan de Moró

Des de 2011 l'alcalde de Sant Joan de Moró és Vicente Pallarés Renau del Partit Popular (PP).
| Període                       | Alcalde o alcaldessa    | Partit polític | Data de possessió | Observacions |
| ----------------------------- | ----------------------- | -------------- | ----------------- | ------------ |
| 1991–1995                     | Félix Rodríguez Velasco | PSPV-PSOE      | 15/06/1991        | --           |
| 1995–1999                     | Félix Rodríguez Velasco | PSPV-PSOE      | 17/06/1995        | --           |
| 1999–2003                     | Vicente Sales Renau     | PSPV-PSOE      | 03/07/1999        | --           |
| 2003–2007                     | Vicente Sales Renau     | PSPV-PSOE      | 14/06/2003        | --           |
| 2007–2011                     | Vicente Sales Renau     | PSPV-PSOE      | 16/06/2007        | --           |
| 2011–2015                     | Vicente Pallarés Renau  | PP             | 11/06/2011        | --           |
| 2015–2019                     | Vicente Pallarés Renau  | PP             | 13/06/2015        | --           |
| 2019-2023                     | Vicente Pallarés Renau  | PP             | 15/06/2019        | --           |
| Des de 2023                   | Vicente Pallarés Renau  | PP             | 17/06/2023        | --           |
| Fonts: Generalitat Valenciana |                         |                |                   |              |

## Monuments
- Església de Sant Joan.

En l'any 1887 va ser inaugurada i beneïda. L'obra es va fer sota l'adreça i contribució prinicipal de Joan Renau Renau i de tots els veïns d'aquell llavors. En 1909-1910 el Sr. Bisbe la va erigir en Ajuda de Parròquia depenent de la de Vilafamés.
En 1929-1950 es va construir la Casa Abadia, sent vicari En Vicent Ortí. Acabada la Guerra civil espanyola, en l'any 1945 es va construir la Torre campanar, i es va col·locar la campana.
L'any 1952, el 25 de juny, l'Excm. Bisbe de Tortosa, veient reconstruït el temple i l'augment de feligresos, va erigir en parròquia independent de Vilafamés la Rectoria de Sant Joan de Moró i amb eixe títol servida per un rector.
Amb una sola nau rectangular, mereixent especial esment l'escala de fusta que puja al cor, la imatge de la Verge dels Dolors, un Crist d'imitació romànica i les vidrieres obra de Ferran Vicent.
- Ermita de Sant Vicent.

Construïda en 2007, obra de disseny modern. Es troba al costat de la Font del Ros. S'hi accedix per la carretera del Pla de Lluch, mitjançant una pista alquitranada que es pren a l'esquerra abans d'arribar al pont del Barranc del Molí.
En este bell paratge es poden reconéixer diferents espècies vegetals típiques del bosc mediterrani, a més d'espècies animals bastant peculiars (Àguila perdiuera i Cabra Hispànica, per exemple).
La desmesurada mina a cel obert de la multinacional WMB circumda el lloc i li dona un aspecte desolat en el seu camí d'accés, per tot això l'ermita ha estat rebatejada popularment com "Sant Vicent Titadyne".
- Ruïnes ibèriques del Tossal del Mollet.

Els orígens cristians del municipi cal buscar-los al Castell de Moró, tenint notícies de la seua exisitencia ja en l'any 1100 dC. Es tracta d'un poblat enclavat al Tossal del Mollet, a uns 704 metres d'altura. Este assentament va ser excavat en 1977 per André Bazzana i Pierre Guichard. El lloc va resultar d'interés a causa dels treballs portats a terme cap a 1795 per l'il·lustre naturalista valencià Josep Antoni Cavanilles.
Els vestigis de poblament allí trobats s'estenen en una superfície aproximada de 500 metres i ocupades d'una forma desigual. En el costat NE s'observa les restes d'una fortificació, mentre que el costat S correspon a la zona que hagué d'ocupar el poblat. Es tracta d'un veritable i interessant complex arqueològic tant per la seua situació estratègica com per la facilitat amb la qual es diferencien cadascuna de les seues parts més significatives: una vila, una acròpoli, i un castell de forma rectangular l'ocupació de la qual és constatable ja als voltants del segle V i fins al segle IX.

## Llocs d'interés
- Capella-ermita de Sant Antoni (Mas de Flors, Sant Joan de Moró)Mas de Flors.

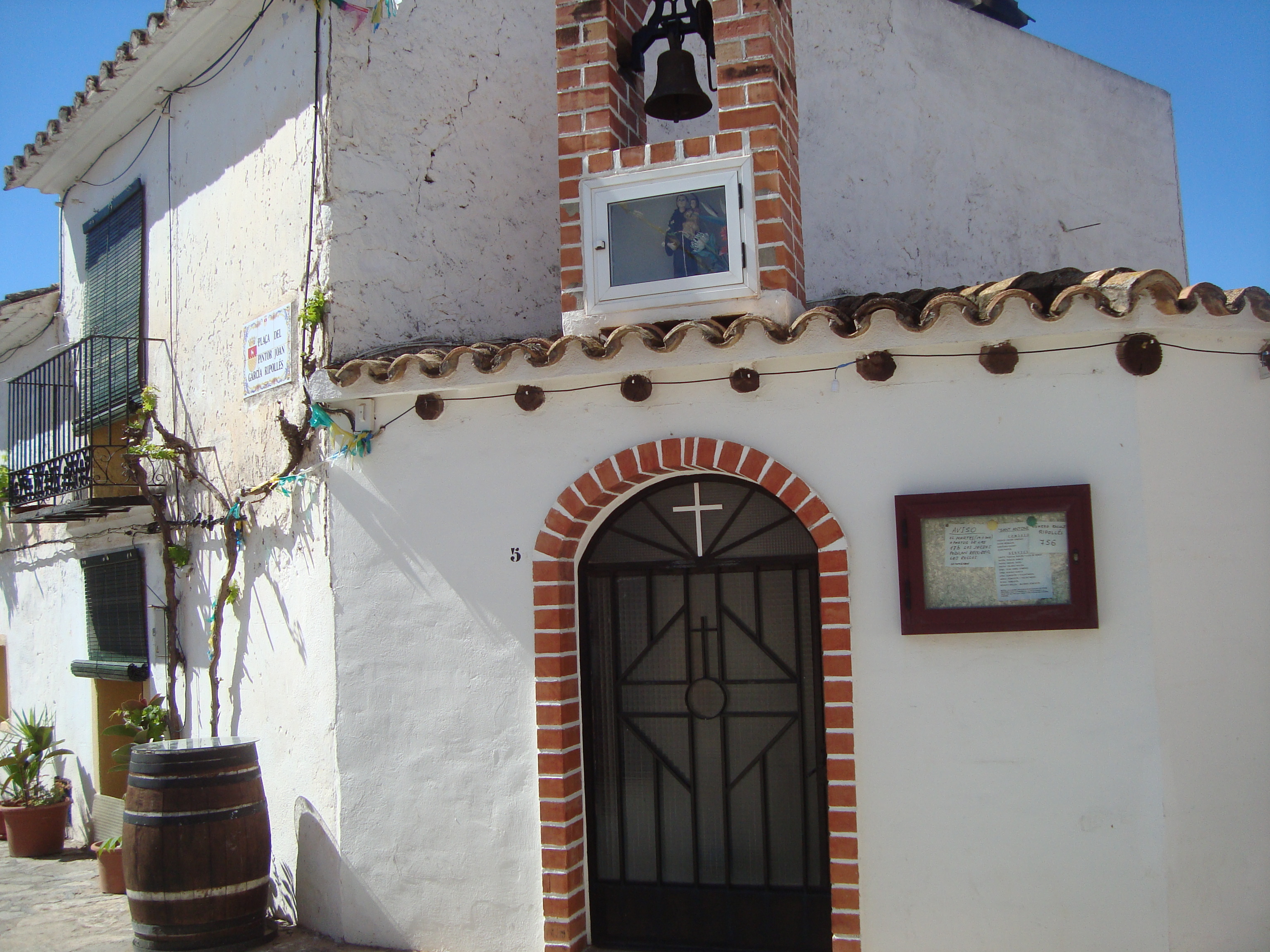
Capella-ermita de Sant Antoni (Mas de Flors, Sant Joan de Moró)

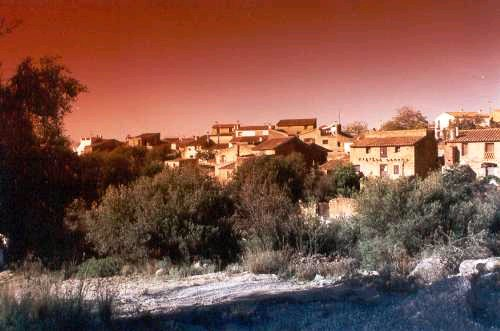
Mas de Flors

Petit nucli de carrers estrets i traçat medieval, amb cases de construcció antiga. Té restes d'assentaments romans i és en si mateix una obra d'art. Des de fa uns anys s'està convertint en residència d'intel·lectuals i artistes de renom, com ara el pintor Ripollés.
- Font del Mas de Moró. Hi brolla una aigua excepcional. Des d'allà es pot ascendir veient el paisatge de La Plana amb el mateix poble als seus peus i a la llunyania també s'albira el veí municipi de L'Alcora.

## Festes i celebracions
- Sant Antoni. Se celebra en gener. S'hi demana com antany la protecció dels animals pel sant, això que avui dia no té massa sentit, encara que fa anys era la base de l'economia familiar. Es lliura el "rotllo" i en el centre de la plaça s'encén una foguera.

- Sant Miquel. La segona festa a destacar és un romiatge que se celebra la setmana següent a la Magdalena de Castelló. Els veïns del poble, juntament amb els del poble confrontant de Vilafamés, es dirigixen a l'ermita situada en la muntanya del mateix nom, on se celebra una missa i un esmorzar de germanor.

- Festa de la segregació. Se celebra la segregació del veí poble de Vilafamés. El dia 15 de febrer els habitants del municipi es reunixen al carrer al voltant d'una paella gegant, en un dinar de germanor.

- Festes de Sant Joan. Del 22 de juny a l'1 de juliol se celebren les festes majors amb actes religiosos, festival de bandes de música, revetlles, "bous al carrer", focs d'artifici, Tir i arrossegament i altres actes culturals.